# 北村俊博
北村 俊博（きたむら としひろ、1970年〈昭和45年〉2月14日 - ）は、日本の外交官。
在スリランカ大使館公使、大臣官房参事官などを経て、2024年7月から外務報道官を務める。

## 略歴
- 1992年3月　京都大学法学部卒業
- 1992年4月　外務省入省
- 2009年7月　在べトナム日本国大使館 参事官
- 2012年8月　在フランス日本国大使館 参事官
- 2014年7月　欧州局西欧課長
- 2016年7月　大臣官房報道課長
- 2018年8月　在スリランカ日本国大使館 参事官
- 2019年1月　在スリランカ日本国大使館 公使
- 2021年8月　大臣官房 兼 国際協力局 国際協力局長補佐
- 2021年9月　大臣官房参事官 兼 国際協力局、アジア大洋州局南部アジア部
- 2022年1月　大臣官房参事官 兼 国際協力局（大使）、アジア大洋州局南部アジア部
- 2022年5月　大臣官房参事官 兼 国際協力局（地球規模課題担当）（大使）、アジア大洋州局南部アジア部
- 2023年10月　大臣官房審議官（中東アフリカ局、中東アフリカ局アフリカ部、国際協力局、地球規模課題担当）
- 2024年7月　外務報道官

## 同期
- 池上正喜（23年大臣官房審議官（欧州局担当））
- 石瀬素行（24年国際情報統括官）
- 金井正彰（24年国際法局長）
- 片平聡（23年経済局長）
- 熊谷直樹（24年大臣官房審議官（Ｇ７外相会合、貿易大臣会合準備事務局長、総合外交政策局、領事局担当））
- 高田真里（21年在重慶総領事）
- 中村和彦（24年地球規模課題審議官・22年大臣官房審議官）
- 中村仁威（24年軍縮不拡散・科学部長、国際法研究者）
- 中村亮（23年アジア大洋州局南部アジア部長）
- 西永知史（23年大臣官房審議官（総合外交政策局担当））
- 原圭一（23年ジブチ大使）
- 別所健一（23年ミュンヘン総領事）
- 宮下匡之（24年儀典長・24年大臣官房審議官（総括担当）兼大臣官房公文書監理官）